# Gimnastyka na Letnich Igrzyskach Olimpijskich Młodzieży 2010
Gimnastyka na Letnich Igrzyskach Olimpijskich Młodzieży 2010 odbyła się w dniach 16 - 25 sierpnia w hali Bishan Sports Hall w Singapurze. Zawodnicy rywalizowali w szesnastu konkurencjach (8 męskich i 8 żeńskich). W zawodach wystartowało 150 zawodników.

## Kwalifikacje
Kwalifikacje na igrzyska można było uzyskać podczas kontynentalnych mistrzostw juniorów w 2010 roku. Zawodnicy musieli być urodzeni między 1 stycznia 1993 a 31 grudnia 1994 roku (gimnastyka sportowa), a między 1 stycznia 1995 a 31 grudnia 1995 w przypadku gimnastyki artystycznej.

## Program zawodów

### Finały
| Data        | Gimnastyka sportowa chłopców                                    | Gimnastyka sportowa dziewcząt           | Gimnastyka artystyczna                    |
| ----------- | --------------------------------------------------------------- | --------------------------------------- | ----------------------------------------- |
| 18 sierpnia | Wielobój indywidualnie                                          |                                         |                                           |
| 19 sierpnia |                                                                 | Wielobój indywidualnie                  |                                           |
| 20 sierpnia | Skoki na trampolinie                                            | Skoki na trampolinie                    |                                           |
| 21 sierpnia | Ćwiczenia wolne Ćwiczenia na koniu z łękami Ćwiczenia na kołach | Skok przez konia Ćwiczenia na poręczach |                                           |
| 22 sierpnia | Skok przez konia Ćwiczenia na poręczach Ćwiczenia na drążku     | Ćwiczenia na równoważni Ćwiczenia wolne |                                           |
| 25 sierpnia |                                                                 |                                         | Wielobój indywidualnie Wielobój drużynowo |

## Medale - gimnastyka sportowa
| Konkurencja                                    | Złoto               | Srebro               | Brąz             |
| Chłopcy                                        |                     |                      |                  |
| Skoki na trampolinie chłopców szczegóły        | Ołeksandr Satin     | He Yuxiang           | Ginga Munetomo   |
| Wielobój indywidualnie chłopców szczegóły      | Yūya Kamoto         | Oleh Stepko          | Zhu Xiaodong     |
| Skok przez konia chłopców szczegóły            | Ganbatyn Erdenebold | Ferhat Arıcan        | Nestor Abad      |
| Ćwiczenia wolne chłopców szczegóły             | Ernesto Vila Sarria | Oleh Stepko          | Zhu Xiaodong     |
| Ćwiczenia na kołach chłopców szczegóły         | Andrei Muntean      | Yūya Kamoto          | Nestor Abad      |
| Ćwiczenia na koniu z łękami chłopców szczegóły | Oleh Stepko         | Sam Oldham           | Daniła Kazaczkow |
| Ćwiczenia na poręczach chłopców szczegóły      | Oleh Stepko         | Andrei Muntean       | Ludovico Edalli  |
| Ćwiczenia na drążku chłopców szczegóły         | Sam Oldham          | Nestor Abad          | Zhu Xiaodong     |
| Kobiety                                        |                     |                      |                  |
| Skoki na trampolinie dziewcząt szczegóły       | Dong Yu             | Swiatłana Maksztrowa | Chisato Doihata  |
| Wielobój indywidualnie dziewcząt szczegóły     | Wiktorija Komowa    | Tan Sixin            | Carlotta Ferlito |
| Skoki przez konia dziewcząt szczegóły          | Wiktorija Komowa    | Maria Vargas         | Carlotta Ferlito |
| Ćwiczenia wolne dziewcząt szczegóły            | Tan Sixin           | Diana Bulimar        | Wiktorija Komowa |
| Ćwiczenia na poręczach dziewcząt szczegóły     | Wiktorija Komowa    | Tan Sixin            | Jonna Adlerteg   |
| Ćwiczenia na równoważni dziewcząt szczegóły    | Tan Sixin           | Carlotta Ferlito     | Angela Donald    |

## Medale - gimnastyka artystyczna
| Konkurencja                                | Złoto                 | Srebro        | Brąz                     |
| Wielobój indywidualnie dziewcząt szczegóły | Aleksandra Mierkułowa | Aryna Szarapa | Jana Berezko-Marggrander |
| Wielobój drużynowo dziewcząt szczegóły     | Rosja                 | Egipt         | Kanada                   |

## Tabela medalowa
| Miejsce | Kraj            | Złoto | Srebro | Brąz | Razem |
| 1       | Rosja           | 5     | 0      | 2    | 7     |
| 2       | Chiny           | 3     | 3      | 3    | 9     |
| 3       | Ukraina         | 3     | 2      | 0    | 5     |
| 4       | Rumunia         | 1     | 2      | 0    | 3     |
| 5       | Japonia         | 1     | 1      | 2    | 4     |
| 6       | Wielka Brytania | 1     | 1      | 0    | 2     |
| 7       | Mongolia        | 1     | 0      | 0    | 1     |
| 7       | Kuba            | 1     | 0      | 0    | 1     |
| 9       | Hiszpania       | 0     | 2      | 2    | 4     |
| 10      | Białoruś        | 0     | 2      | 0    | 2     |
| 11      | Włochy          | 0     | 1      | 3    | 4     |
| 12      | Turcja          | 0     | 1      | 0    | 1     |
| 12      | Egipt           | 0     | 1      | 0    | 1     |
| 14      | Australia       | 0     | 0      | 1    | 1     |
| 14      | Szwecja         | 0     | 0      | 1    | 1     |
| 14      | Niemcy          | 0     | 0      | 1    | 1     |
| 14      | Kanada          | 0     | 0      | 1    | 1     |